# Главица (Босанска Крупа)
Главица је насељено мјесто у Босни и Херцеговини, у општини Босанска Крупа, које административно припада Федерацији Босне и Херцеговине. Према попису становништва из 1991. у насељу је живјело 119 становника.

## Становништво
| Демографија | Демографија | Демографија |
| Година      | Становника  | Становника  |
| ----------- | ----------- | ----------- |
| 1961.       | 284         |             |
| 1971.       | 224         |             |
| 1981.       | 157         |             |
| 1991.       | 119         |             |